# Ögmundur Jónasson
Ögmundur Jónasson, född 17 juli 1948 i Reykjavík, är en isländsk politiker som har haft flera ministerposter i 
Jóhanna Sigurðardóttirs regering.
Jónasson är utbildad historiker från Edinburghs universitet och har arbetat som journalist och utrikeskorrespondent för Ríkisútvarpið. Han var ordförande för fackförbundet 
Bandalag starfsmanna ríkis og bæja från 1988 till 2009 och valdes in i alltinget år 1995.
År 2009 utsågs han till hälso- och sjukvårdsminister i Jóhanna Sigurðardóttirs regering och 2011  till inrikesminister, efter att tidigare ha varit minister vid två olika departement.
Jónasson har varit medlem av flera parlamentariska komittéer och har  också arbetat internationellt. Han ställde inte upp i valet 2016 och lämnade alltinget efter att ha varit medlem i 21 år.
Jónasson har uttalat sitt stöd för  Abdullah Öcalan och det kurdiska folket och var ledare för den "Internationella fredsdelegationen till Imrali" år 2019 och 2020.